# Audi Melbourne Pro Tennis Classic 2013
L'Audi Melbourne Pro Tennis Classic 2013 è stato un torneo di tennis facente parte della categoria ITF Women's Circuit nell'ambito dell'ITF Women's Circuit 2013. È stata l'8ª edizione del torneo che si è giocata a Indian Harbour Beach negli Stati Uniti dal 29 aprile al 5 maggio 2013 su campi in terra verde e aveva un montepremi di $50,000.

## Partecipanti

### Teste di serie
| Nazionalità | Giocatrice                | Ranking* | Testa di serie |
| ----------- | ------------------------- | -------- | -------------- |
| Germania    | Tatjana Maria             | 109      | 1              |
| Stati Uniti | Maria Sanchez             | 111      | 2              |
| Stati Uniti | Julia Cohen               | 122      | 3              |
| Portogallo  | Michelle Larcher de Brito | 137      | 4              |
| Stati Uniti | Irina Falconi             | 142      | 5              |
| Spagna      | Laura Pous Tió            | 148      | 6              |
| Stati Uniti | Alison Riske              | 183      | 7              |
| Paraguay    | Verónica Cepede Royg      | 204      | 8              |

- Ranking al 22 aprile 2013.

### Altre partecipanti
Giocatrici che hanno ricevuto una wild card:
- Jan Abaza
- Jennifer Brady
- Elizabeth Lumpkin
- Alexandra Stevenson

Giocatrici che sono passate dalle qualificazioni:
- Belinda Bencic
- Louisa Chirico
- Jelena Pandžić
- Al'ona Sotnikova

## Vincitrici

### Singolare
Petra Rampre ha battuto in finale  Dia Evtimova con il punteggio di 6–0, 6–1

### Doppio
Jan Abaza /  Louisa Chirico hanno battuto in finale  Asia Muhammad /  Allie Will con il punteggio di 6–4, 6–4